# メルスィン
メルスィン（トルコ語: Mersin）は、トルコのメルスィン県の都市である。トルコ南部に位置し、地中海に面した活気のある港湾都市である。メルスィン県（旧イチェル県）の県都である。メルシンとも表記する。別称は旧県名由来のイチェル（İçel）。

## 歴史
ローマ帝国の時代、この地域はタルススを都とするキリキアの一部であった。メルスィンはキリキアの主要港であった。町はラテン語でZephyriumと呼ばれていたが、ハドリアヌス帝を称えて「ハドリアノポリス (Hadrianopolis)」に改称された。
395年ローマ帝国が分裂すると、この地域にはビザンティウムの支配が及び、投資や貿易が活発になった。町は早くからキリスト教化が進んでいて、司教が存在した。
その後、アラブ人、エジプトのトゥールーン朝、セルジューク・トルコ、モンゴル、十字軍、アルメニア人、マムルーク朝、ベイリクと町の支配者が変わり、1473年最終的にオスマン帝国に征服され、1517年にはセリム1世が属国とした。
アメリカ独立戦争中、この地域は、当時不足して需要が高かった綿の供給地となった。1866年にはメルスィンに鉄道が敷設され、綿は海上から輸出された。街は主要な貿易港に発展した。
1918年セーヴル条約に従い、フランス軍とイギリス軍によって街は占領されたが、1920年トルコ軍によって解放された。
1993年にメルスィン市は大都市自治体に指定された。2004年に大都市自治体の指定範囲は知事室周囲半径30kmまでに拡大した。2012年の行政区画改編により、大都市自治体の指定範囲はメルスィン県の全域に拡大した。
現在、製油所や製粉工場を有し、小麦、綿花、羊毛、トロス山脈産のクロム鉱などを輸出するトルコ南部の代表的な工業地帯である。キプロス島とを結ぶフェリー航路が通じている。
近郊のギュルナル郡ビュユケジェリ町の海沿いに、同国初となるアククユ（tk:Akkuyu）原子力発電所を建設する計画が進められている。

## 気候
| メルスィンの気候                                | メルスィンの気候 | メルスィンの気候 | メルスィンの気候 | メルスィンの気候 | メルスィンの気候 | メルスィンの気候 | メルスィンの気候 | メルスィンの気候 | メルスィンの気候 | メルスィンの気候 | メルスィンの気候 | メルスィンの気候 | メルスィンの気候 |
| 月                                              | 1月              | 2月              | 3月              | 4月              | 5月              | 6月              | 7月              | 8月              | 9月              | 10月             | 11月             | 12月             | 年               |
| ----------------------------------------------- | ---------------- | ---------------- | ---------------- | ---------------- | ---------------- | ---------------- | ---------------- | ---------------- | ---------------- | ---------------- | ---------------- | ---------------- | ---------------- |
| 最高気温記録 °C （°F）                          | 22.8 (73)        | 24.0 (75.2)      | 29.8 (85.6)      | 33.9 (93)        | 35.8 (96.4)      | 35.0 (95)        | 36.6 (97.9)      | 37.2 (99)        | 38.5 (101.3)     | 36.4 (97.5)      | 30.2 (86.4)      | 27.0 (80.6)      | 38.5 (101.3)     |
| 平均最高気温 °C （°F）                          | 14.9 (58.8)      | 15.6 (60.1)      | 18.3 (64.9)      | 21.6 (70.9)      | 24.8 (76.6)      | 28.1 (82.6)      | 30.7 (87.3)      | 31.5 (88.7)      | 30.0 (86)        | 26.9 (80.4)      | 21.4 (70.5)      | 16.5 (61.7)      | 23.36 (74.04)    |
| 日平均気温 °C （°F）                            | 14.3 (57.7)      | 15.1 (59.2)      | 16.9 (62.4)      | 17.7 (63.9)      | 21.5 (70.7)      | 25.2 (77.4)      | 28.0 (82.4)      | 28.4 (83.1)      | 25.8 (78.4)      | 21.5 (70.7)      | 15.9 (60.6)      | 15.8 (60.4)      | 20.51 (68.91)    |
| 平均最低気温 °C （°F）                          | 9.6 (49.3)       | 8.2 (46.8)       | 9.7 (49.5)       | 14.4 (57.9)      | 17.2 (63)        | 21.2 (70.2)      | 24.4 (75.9)      | 24.6 (76.3)      | 21.5 (70.7)      | 17.0 (62.6)      | 11.8 (53.2)      | 9.1 (48.4)       | 15.73 (60.32)    |
| 最低気温記録 °C （°F）                          | −0.5 (31.1)      | −0.9 (30.4)      | −0.5 (31.1)      | 9.8 (49.6)       | 10 (50)          | 15.3 (59.5)      | 18.1 (64.6)      | 18.0 (64.4)      | 16.9 (62.4)      | 9.0 (48.2)       | 8.8 (47.8)       | 5.4 (41.7)       | −0.9 (30.4)      |
| 降水量 mm （inch）                              | 108.1 (4.256)    | 98.0 (3.858)     | 61.9 (2.437)     | 49.2 (1.937)     | 22.7 (0.894)     | 20.2 (0.795)     | 21.9 (0.862)     | 12.9 (0.508)     | 12.6 (0.496)     | 40.3 (1.587)     | 80.6 (3.173)     | 132.8 (5.228)    | 661.2 (26.031)   |
| 平均降雨日数                                    | 9.1              | 9.0              | 7.5              | 7.8              | 5.3              | 2.3              | 1.0              | 0.8              | 1.8              | 5.4              | 7.1              | 10.3             | 67.4             |
| 平均月間日照時間                                | 158.1            | 159.6            | 210.8            | 228              | 272.8            | 303              | 316.2            | 310              | 282              | 241.8            | 177              | 151.9            | 2,811.2          |
| 出典：Devlet Meteoroloji İşleri Genel Müdürlüğü |                  |                  |                  |                  |                  |                  |                  |                  |                  |                  |                  |                  |                  |

## 姉妹都市
- 串本町 （日本 和歌山県東牟婁郡）-1994年7月31日
- ラタキア （シリア）
- オーバーハウゼン （ドイツ ノルトライン＝ヴェストファーレン州）-2004年

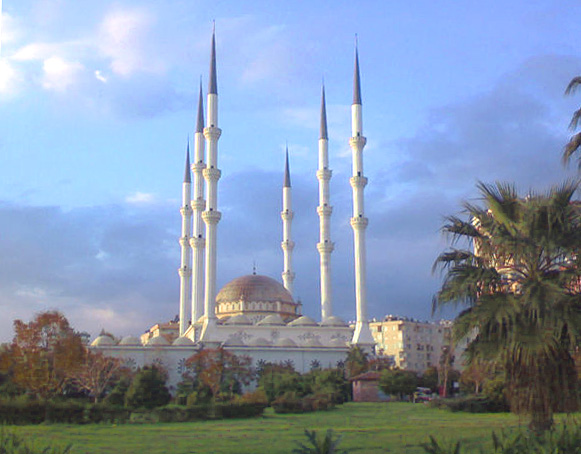
1998年に完成したMuğdatモスク、2011年11月
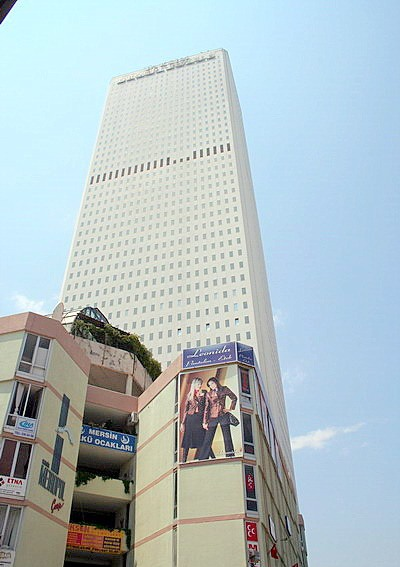
トルコ第2の高さ（177m）のメルスィン貿易センタービル（tk:Mertim）、2006年7月
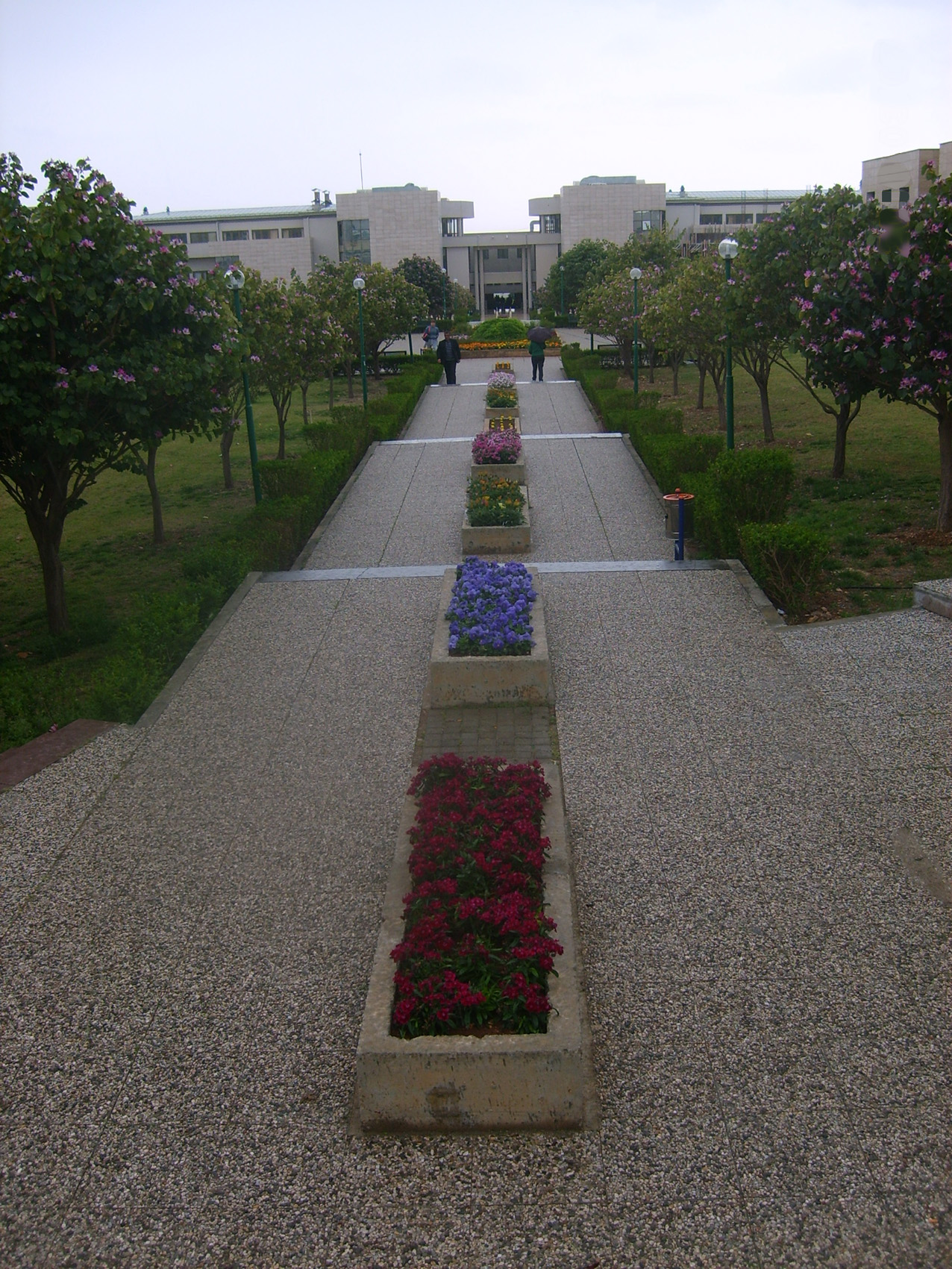
メルスィン大学、2012年1月
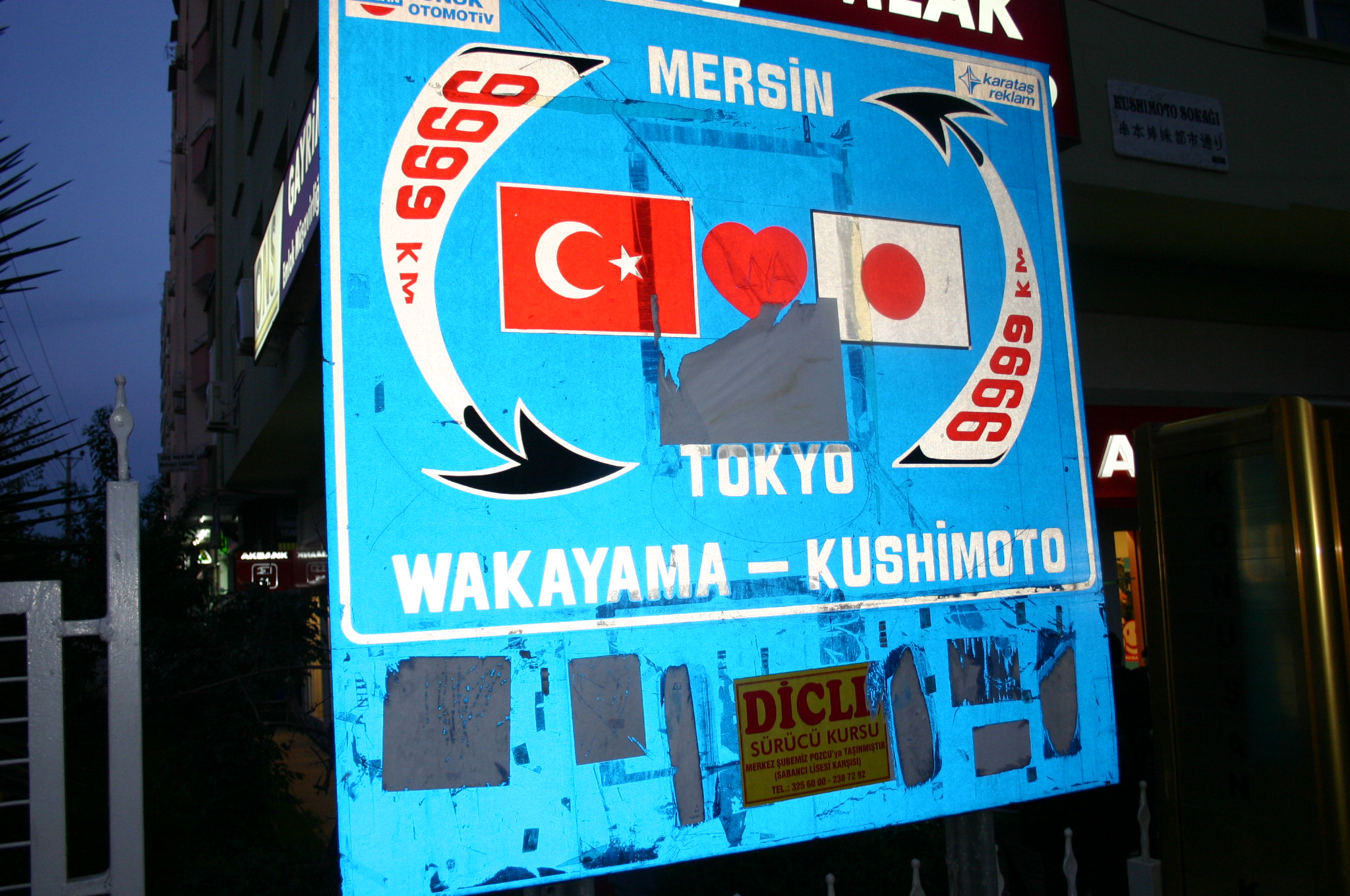
クシモト・ストリート　同市最大の繁華街　2007年3月